# Isabel Salud
María Isabel Salud Areste, née le 17 septembre 1961, est une femme politique espagnole membre d'Izquierda Unida (IU).
Elle est élue députée de la circonscription de Guipuscoa lors des élections générales de juin 2016.

## Biographie

### Activités professionnelles
Entre ses 16 et 19 ans, elle travaille comme administratrice à Barcelone puis obtient un poste de fonctionnaire administrative à Eibar en 1991. De cette date à 1998, elle travaille au sein de la section des travaux publics. À partir de 1998, elle travaille comme assesseure syndicale à Eibar et auprès d'autres administrations locales de la province de Guipuscoa pour le compte de Commissions ouvrières (CCOO).

### Activités politiques
Elle réalise deux mandats de conseillère municipale de Sant Climent de Llobregat avant de déménager au Pays basque. Elle s'inscrit alors au Parti communiste d'Euskadi (PCE-EPK) dont elle est secrétaire générale entre 2002 et 2012. En novembre 2012, elle est élue coordonnatrice générale d'Ezker Anitza-IU, la fédération basque d'Izquierda Unida.
Dans le cadre de la coalition Unidos Podemos réunissant Podemos, Izquierda Unida et Equo, elle est investie en deuxième position sur la liste conduite par Nagua Alba dans la circonscription de Guipuscoa. Avec 104 566 voix et 28,61 % des suffrages exprimés, la liste se classe en première position et obtient deux des six mandats en jeu. Élue au Congrès des députés, elle est porte-parole à la commission du Règlement et à la commission pour les Politiques d'intégration du handicap. Membre de la commission de l'Emploi et de la Sécurité sociale, de celle de l'Égalité et de la commission du Suivi et de l'Évaluation des accords du pacte contre la violence de genre, elle est suppléante à la députation permanente.